# Marcel Divanach

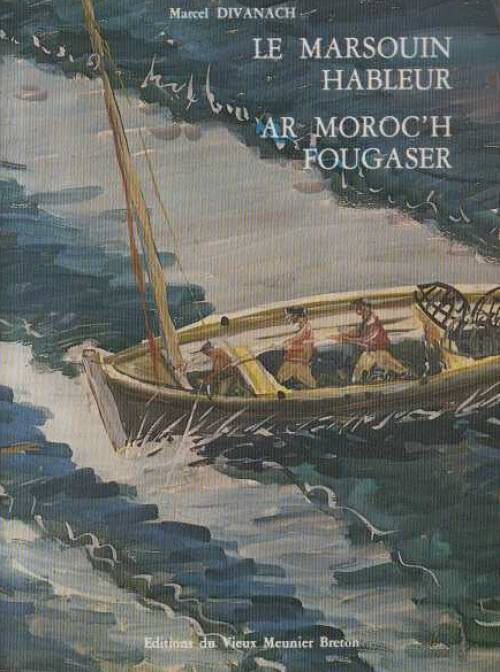
Première de couverture du Marsouin hâbleur, illustration de l'auteur

Marcel Divanach (1908–1978) était un instituteur, conteur et écrivain breton.

## Biographie
Il a passé son enfance et son adolescence à Lesconil, dans le Pays Bigouden où son père, Corentin Divanac'h, comme son frère, Corentin Divanach, était marin-pêcheur. Après quoi, reçu à l'École Normale de Quimper, il fut instituteur à Penmarc'h (1927-1938), Saint-Jean-Trolimon (jusqu'en 1960), puis a terminé sa vie à Brest.
Il reçut très jeune les premiers de ses contes de la bouche d'un meunier. À l'époque, ces contes se transmettaient oralement, et afin que ces histoires extraordinaires ne tombent pas dans l'oubli, Marcel Divanach commença à les transcrire en français et à les publier dans les années 1950. Il publia ensuite d'autres livres de contes (où il reprend parfois des contes lus dans d'autres ouvrages) puis des livres de souvenirs. La plupart sont autoédités.
Peu à peu, il va se mettre à glisser des mots, puis des phrases en breton dans ses textes, comme son compatriote Pierre Jakez Hélias qu'il connaissait bien. Et à partir de 1973 on y trouvera de plus en plus de section bilingues. 
Marcel Divanach étant autodidacte dans l'écriture de sa langue maternelle, son breton écrit n'est pas conventionnel, mélangeant des orthographes correctes (mais de diverses graphies) à des transcriptions personnelles de prononciations dialectales. D'autre part il n'employait pas tous les mots empruntés au français dont se servent les bretonnants pour des choses modernes, aussi piochait-il dans le dictionnaire (celui de Roparz Hemon était avec lui, apparemment), en prenant soin de faire suivre la traduction française entre parenthèses. 
Il a été enregistré par Mikael Madeg contant les contes qu'il avait appris dans sa jeunesse (les plus originaux).

## Publications
Livres,
- Contes du Vieux Meunier Breton, Quimper, Menez
- Nouveaux Contes du Meunier Breton, Brest, Imp. du Télégramme (1957)
- Troisième Recueil de Contes du Meunier Breton, chez l'Auteur (1968)
- Contes et Souvenirs de Cornouaille (1971)
- Loup de mer, son fils bachelier et le fayot rouge, Éditions du vieux meunier breton (1973)
- Thumette bigoudenne, bilingue, traduction d'un roman de Anne Selle (1974)
- 5 000 noms de familles bretons traduits en français, Brest, Éditions du vieux meunier breton (1975)
- Le Marsouin hâbleur/Ar Moroc'h fougaser (1978)
- Ar medesin eneb dezañ, traduction en breton du Médecin malgré lui de Molière
- Ar garentez medisin, traduction en breton de L'Amour médecin du même

Cassette de contes avec livret :
- 6 kontadenn eus arvor bro vigouden, Dastum, 1988

Réédition :
- Contes de la Bretagne : contes merveilleux, du diable et de sorciers, Royer contothèque, 1999,   (ISBN 2-908-67064-X)